# Szentháromság-templom (Berat)
A Szentháromság-templom (albán Kisha e Shën Triadhës) a 13–14. század fordulóján késő bizánci stílusban épült görögkeleti templom az albániai Berat 2008 óta világörökségi védelmet élvező történelmi városrészében. A templom a berati várnegyed délnyugati részén, a belső vár falának külső oldalán, egy teraszosan kiképzett, parkosított területen található.

## Története
A 13–14. század fordulóján épült, a város három legrégebbi fennmaradt templomának egyike (a másik kettő a Szent Mihály- és a Blakhernai Szűz Mária-templom). Az 1417 utáni török fennhatóság időszakában az épületet lőporraktárként hasznosították, amit a templom belső ornamentikája, freskói megsínylettek.
1948-ban a templom műemléki védelemben részesült, 1971-ben védettségét megerősítették, 1981-ben teljes egészében felújították. Belső tere azonban csak alkalomszerűen látogatható, többnyire zárva van.

## Leírása
Stílusát tekintve a késő bizánci templomépítészet érettebb válfaját képviseli, a kupola és a keresztszárak teteje piramidális tömegszerkezetű. A menedékes talajszint miatt a görögkereszt-alaprajzú épület különböző szerkezeti egységeinek járószintjei egymástól eltolódnak: a narthex (előcsarnok) alacsonyabban van, mint maga a naosz (gyülekezeti tér), amelytől ismét magasabban fekszik az apszisos kiképzésű adüton (oltártér). Belső terét a késő ókori Pulkheriopolisz romjaiból újrahasznosított két oszlop tagolja, amelyek a templom kupoladobját támasztják alá. Az alsó részek falszerkezetét váltakozó kő- és téglasávok alkotják (ún. cloisonné faltechnika), a szentély felőli oldalon favázas-rekeszes, figyelhető meg.
A belső térben néhány freskó fennmaradt: a kupolán Krisztus Pantokrátor, az ablakok fölötti falrészen próféták ábrázolása látható. További jelenetek találhatóak a keresztszárakban: a keleti oldalon Szent Anasztáz és Szűz Mária párosa; délen Jézus születésének, megkeresztelésének és a Gecsemáné-kertnek az ábrázolása; a nyugati szárban Mária halála és Lázár feltámadása; északon pedig Jézus bevonulása Jeruzsálembe, illetve a keresztre feszítés látható. A naoszba vezető déli mellékajtónál festett feliraton az Andronikosz Palaiologosz név olvasható, amely vagy az 1336-ban Beratot meglátogató III. Andronikosz bizánci császárra, vagy Berat 1302 és 1316 közötti kormányzójára, a szerb származású Andronikosz Palaiologosz Aszenre utal.